# El Talladero
El Talladero är en ort i Mexiko.   Den ligger i kommunen Acula och delstaten Veracruz, i den sydöstra delen av landet, 400 km öster om huvudstaden Mexico City. El Talladero ligger 6 meter över havet och antalet invånare är 214.
Terrängen runt El Talladero är mycket platt. Runt El Talladero är det ganska glesbefolkat, med 47 invånare per kvadratkilometer. Närmaste större samhälle är Tlacotalpan, 16,7 km öster om El Talladero. I omgivningarna runt El Talladero växer huvudsakligen savannskog.